# Bělčice
Bělčice falu és önkormányzat (obec) Csehország Dél-csehországi kerületének Strakonicei járásában. Területe 34,32 km², lakosainak száma 1018 (2008. 12. 31). A falu Strakonicétől mintegy 28 km-re északra, České Budějovicétől 74 km-re északnyugatra, és Prágától 76 km-re délnyugatra  fekszik.
A falu első írásos említése 1243-ból származik.

## Területi felosztása
- Bělčice
- Hostišovice
- Podruhlí
- Tisov
- Újezdec
- Záhrobí
- Závišín

## Népesség
A település népessége az elmúlt években az alábbi módon változott:
| Lakosok száma | 2496 | 2308 | 2249 | 1586 | 1275 | 1005 | 1009 | 981  | 997  | 996  |
|               | 1869 | 1900 | 1921 | 1961 | 1980 | 2011 | 2016 | 2019 | 2021 | 2024 |

## Fordítás
- Ez a szócikk részben vagy egészben  a   Bělčice című cseh Wikipédia-szócikk fordításán alapul.  Az eredeti cikk szerkesztőit annak laptörténete sorolja fel. Ez a jelzés csupán a megfogalmazás eredetét és a szerzői jogokat jelzi, nem szolgál a cikkben szereplő információk forrásmegjelöléseként.